# Мурдускин, Роберт Александрович
Роберт Александрович Мурдускин (род. 17 марта 1947, Хорновар-Шигали, Татарская АССР) — советский хоккеист, нападающий. Заслуженный тренер России (1996).

## Биография
Родной язык — чувашский. Воспитанник орского хоккея. Начинал играть в местной команде класса «Б» «Южный Урал» (1964/65 — 1966/67). 15 сезонов (1967/68 — 1981/82) провёл в СК им. Салавата Юлаева (Уфа), в составе которого играл в высшей лиге в сезонах 1978/79, 1980/81. Завершал карьеру в команде второй лиги «Металлург» Магнитогорск (1982/83 — 1984/85).
Окончил Ленинградский институт физкультуры имени П. Лесгафта (1979), работал тренером в СДЮШОР «Салават Юлаев». Среди воспитанников — Андрей Зюзин, Андрей Сидякин, Асхат Рахматуллин, Дмитрий Чернов, Дмитрий Калачёв, Азат Шарипов.
Главный тренер команды «Новойл» (1994—1997). Тренер в клубах «Салават Юлаев» (1997—2005), «Торос» (2006—2009). В сезоне 2022/23 — тренер команды Ночной хоккейной лиги «ТПП-РБ».
Сын Валериан (род. 1972) провёл три сезона в уфимском «Авангарде». Сын Роберт (род. 1983) — хоккеист и тренер.